# موتورسوار شهر (فیلم)
موتورسوار شهر  یا موتور سیتی (به انگلیسی: Motor City) یک فیلم اکشن، جنایی و معمایی آمریکایی آماده اکران به کارگردانی پوتسی پونسیرولی با بازی آلن ریچسون است.
این فیلم اولین نمایش جهانی خود را در بخش ویژه ونیز در هشتاد و دومین دوره جشنواره بین‌المللی فیلم ونیز تجربه خواهد کرد.

## خلاصه داستان
در دهه ۱۹۷۰ در دیترویت، میلر عاشق دختر یک گانگستر محلی می‌شود. گانگستر در تلافی، نقشه‌ای ساختگی برای فرستادن مرد بی‌گناه به زندان طراحی می‌کند. زندگی‌اش ویران می‌شود و میلر نقشه انتقام می‌کشد.